# 2013年世界陸上競技選手権大会アイスランド選手団
2013年世界陸上競技選手権大会アイスランド選手団は、2013年8月10日から8月18日までロシアのモスクワで開催された第14回世界陸上競技選手権大会のアイスランド選手団。

## 選手団
- 人員: 選手 1人

## 選手名簿・結果
| 選手                               | 種目       | 予選   | 予選 | 決勝     | 決勝     |
| 選手                               | 種目       | 結果   | 順位 | 結果     | 順位     |
| ---------------------------------- | ---------- | ------ | ---- | -------- | -------- |
| アウスディス・ヒャルムスドッティル | 女子やり投 | 57.65m | 21位 | 予選敗退 | 予選敗退 |